# Władysławów (Blizin)
Władysławów – dawna wieś, obecnie nieoficjalna część wsi Blizin w Polsce, w województwie łódzkim, w powiecie piotrkowskim, w gminie Wola Krzysztoporska. Zajmuje południową część Blizina.
Nazwa Władysławów zachowała się w obrębie ewidencyjnym 0038 (TERYT 101010_2), obejmującym Blizin.

## Historia
Dawniej wieś, od 1867 w gminie Parzniewice w powiecie piotrkowskim w guberni piotrkowskiej. Pod koniec XIX wieku Władysławów liczył 55 mieszkańców. Od 1919 w woj. łódzkim. Tam 19 października 1933 utworzono gromadę o nazwie Władysławów w gminie Parzniewice, składającej się ze wsi Władysławów, folwarku Blizin, kolonii Blizin Nr II i kolonii Blizin Nr III.
Podczas II wojny światowej Władysławów  włączono do Generalnego Gubernatorstwa (dystrykt radomski, powiat Petrikau), nadal w gminie Parzniewice. W 1943 roku liczba mieszkańców wynosiła 367. 
Po wojnie ponownie w województwie łódzkim i powiecie piotrkowskim, jako jedna z 16 gromad gminy Parzniewice. W związku z reorganizacją administracji wiejskiej jesienią 1954, Meszcze weszły w skład nowej gromady Parzniewice.
Od 1 stycznia 1973 w nowo utworzonej gminie Wola Krzysztoporska w powiecie piotrkowskim.
W latach 1975–1998 miejscowość należała administracyjnie do województwa piotrkowskiego.